# Marco Artunghi
Marco Artunghi (Chiari, 12 luglio 1969) è un ex ciclista su strada italiano, professionista dal 1993 al 2000.

## Palmarès

### Strada
- 1991 (Dilettanti, una vittoria)

Gran Premio Somma
- 1992 (Dilettanti, una vittoria)

Giro del Belvedere
- 1994 (Carrera Jeans-Tassoni, una vittoria)

14ª tappa Vuelta y Ruta de Mexico (Città del Messico > Città del Messico)

#### Altri successi
- 1991 (Dilettanti)

Prologo Giro della Valle d'Aosta (Pont-Saint-Martin, cronosquadre)

## Piazzamenti

### Grandi Giri
- Giro d'Italia

1994: fuori tempo massimo (8ª tappa)
1996: 89º
- Tour de France

1993: ritirato (11ª tappa)
1994: ritirato (14ª tappa)
1997: 91º
1999: ritirato (14ª tappa)
- Vuelta a España

1995: ritirato (13ª tappa)

### Classiche monumento
- Milano-Sanremo

1996: 111º
1997: 78º
1998: 38º
- Giro delle Fiandre

1996: 51º
2000: ritirato
- Parigi-Roubaix

1998: ritirato
- Giro di Lombardia

2000: ritirato